# Gottlieb Daimler
Pour les articles homonymes, voir Gottlieb et Daimler.
Gottlieb Daimler (Gottlieb Däumler à l'origine) (17 mars 1834 - 6 mars 1900) est un ingénieur allemand en mécanique. Inventeur de génie des premiers moteurs à essence fonctionnels industrialisables de l'histoire de l'automobile (moteur Daimler Type P) et fondateur de la marque de moteur et d'automobile allemande Daimler-Motoren-Gesellschaft (rebaptisée Daimler-Mercedes-Benz après fusion avec Benz & Cie de Carl Benz en 1926).

## Biographie
Gottlieb Daimler naît à Schorndorf dans le Wurtemberg à environ 30 km de Stuttgart, fils de maître pâtissier.
Il commence à travailler comme apprenti en mécanique dans divers industries, dont Armstrong Whitworth à Graffenstaden en Alsace, avant de reprendre des études d'ingénieur en 1857 à l’école polytechnique de l'université de Stuttgart. En 1860, milieu d'année, il est ingénieur stagiaire dans l'usine de scies à rubans Périn,à Paris, cette  société industrielle, deviendra Panhard et Levassor . Il se lie d'amitié à vie en 1865 avec son compatriote inventeur et futur associé Wilhelm Maybach.

### Constructeur de moteur Deutz AG
En 1869 il obtient un emploi comme dessinateur industriel chez un constructeur de moteur industriel allemand de Karlsruhe, dirigé par l'ingénieur inventeur de moteur à combustion et explosion industriel Nikolaus Otto. Il participe (avec son ami Wilhelm Maybach qu'il fait embaucher) à la conception d'un moteur industriel à gaz d'éclairage. Il devient directeur technique trois ans plus tard, en 1872, et s’associe alors avec son ami Nikolaus Otto pour fonder Deutz AG, industrie de moteurs à gaz fixes.

### Inventeur indépendant
En 1882, il quitte Deutz AG avec Wilhelm Maybach pour créer un atelier bureau d'étude indépendant en 1884 à Cannstatt-Stuttgart (actuel musée Daimler de Stuttgart) avec le montant du capital de ses parts de Deutz AG, où ils inventent leur moteur Daimler Type P (premiers moteurs pour véhicules industrialisables du monde, à gaz monocylindre, amélioration du moteur à quatre temps de l'ingénieur inventeur français Alphonse Eugène Beau de Rochas, mise en œuvre par Étienne Lenoir).

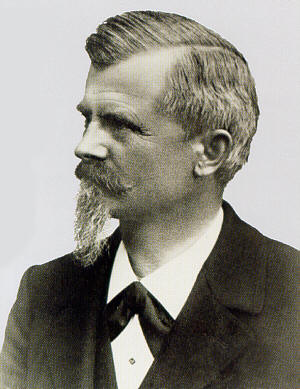
Wilhelm Maybach
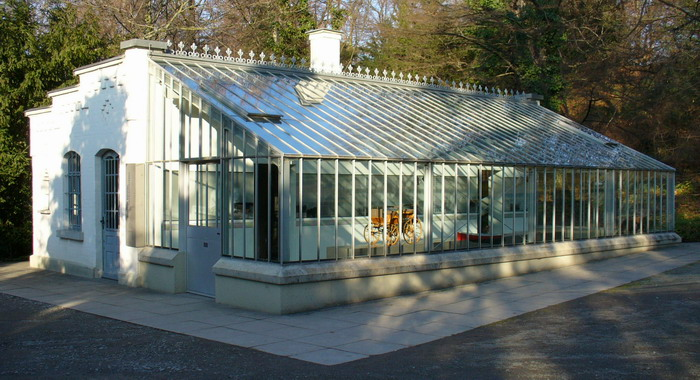
Musée Daimler de Stuttgart (lieu de fondation de Daimler-Motoren-Gesellschaft en 1890)
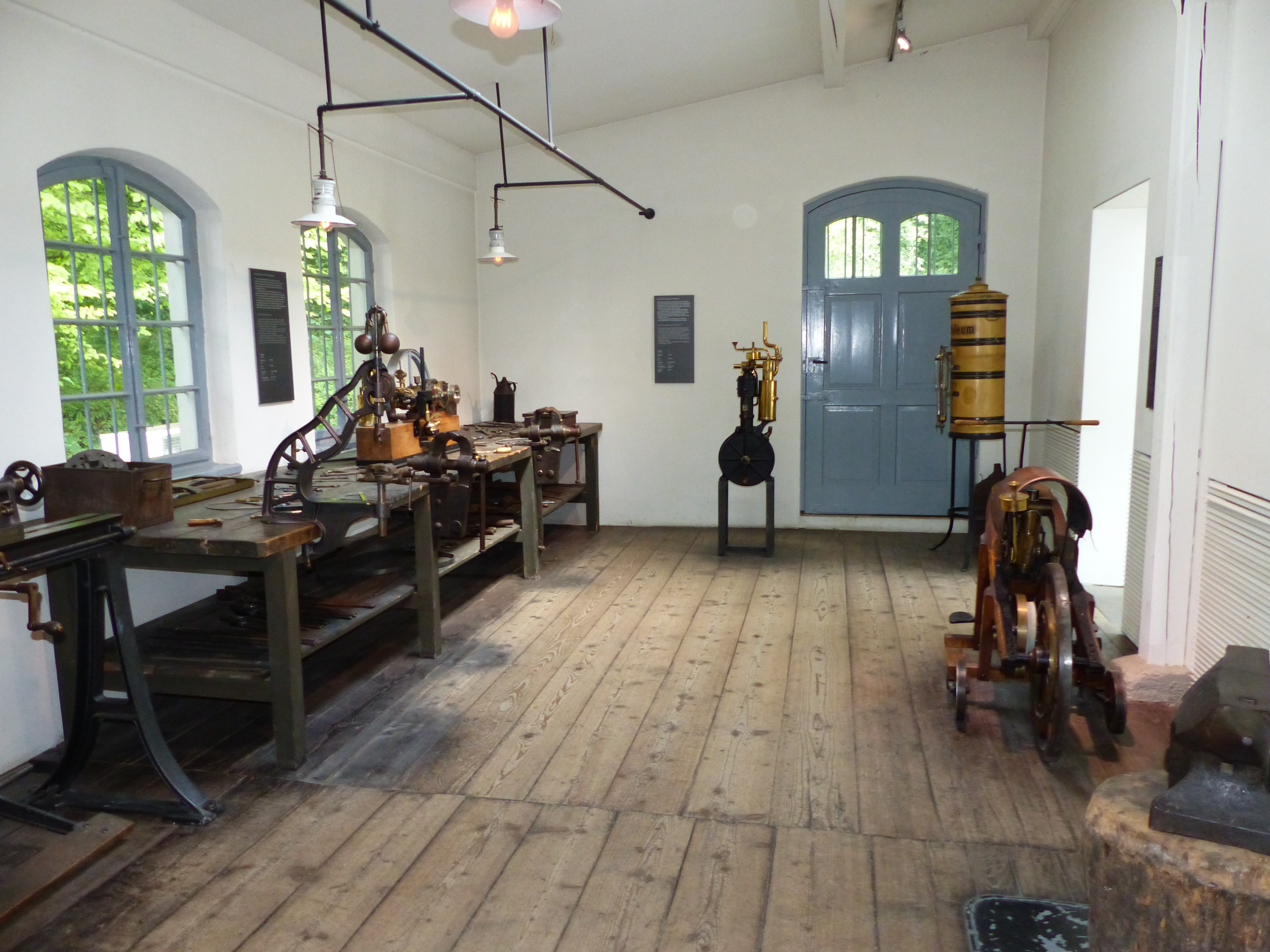
Musée Daimler de Stuttgart
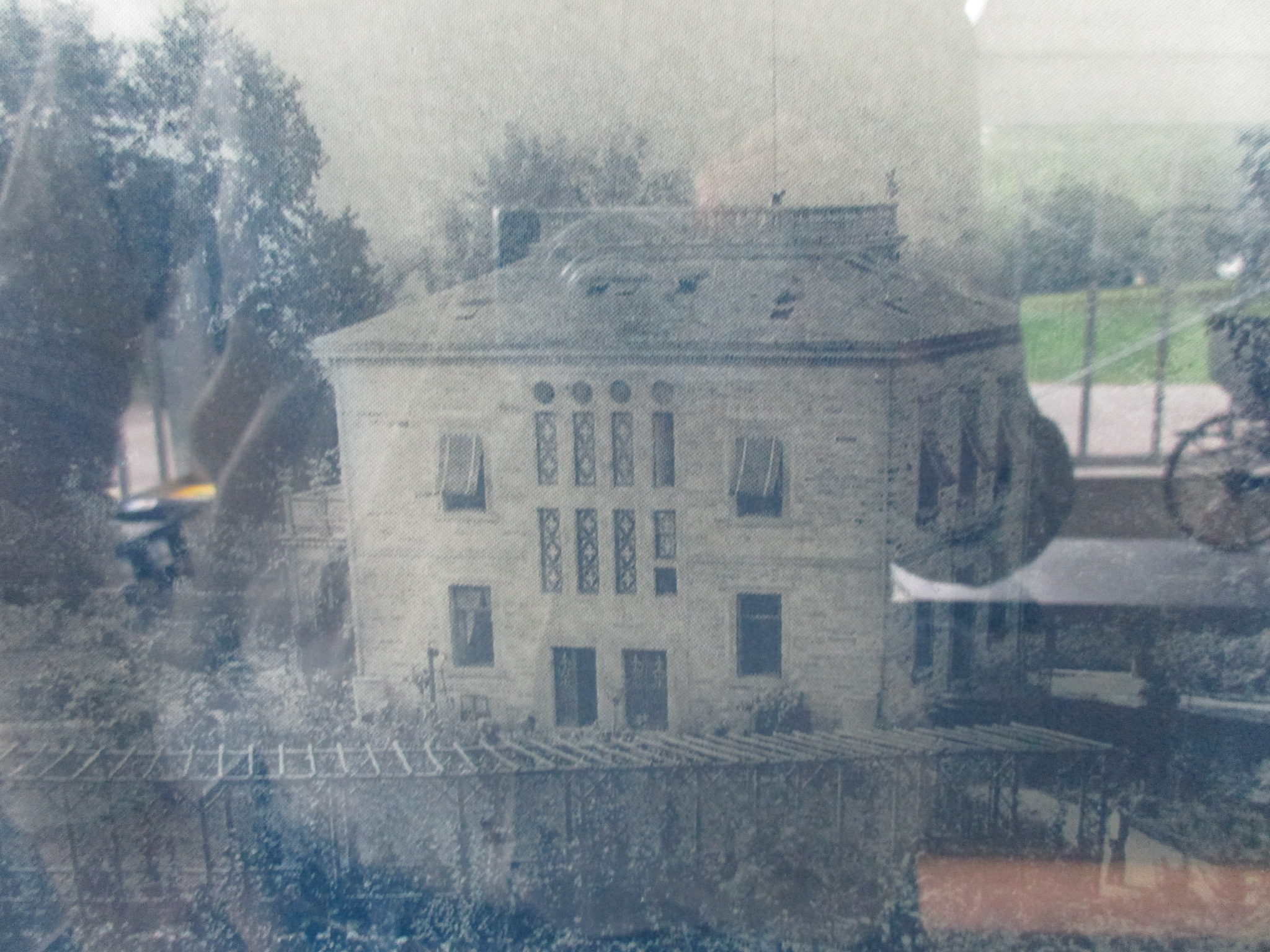
Ancienne maison de Stuttgart de Gottlieb Daimler

À partir de 1885, ils motorisent avec succès toutes sortes de prototypes de véhicules de terre, de mer, et du ciel, avec leur moteur à gaz monocylindre (première moto Daimler Reitwagen (1885), première voiture Daimler Motorkutsche (1886), premier bateau Daimler boot Neckar (1886), premier ballon dirigeable Daimler motorisé (1888), traîneau, tramway, pompe à incendie...) 

Premiers prototypes à moteur à gaz monocylindre Daimler
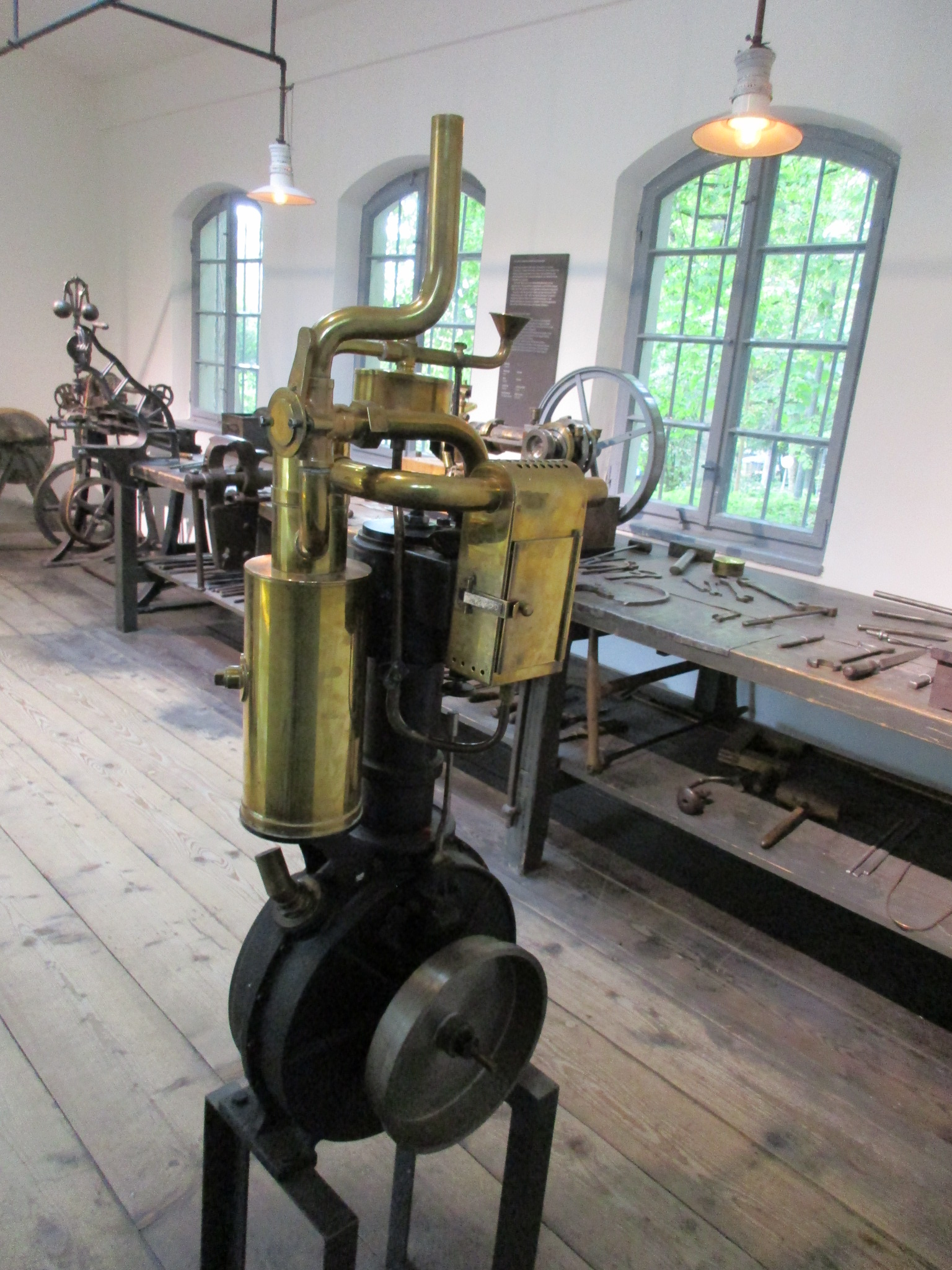
Moteur à gaz Daimler (1885)
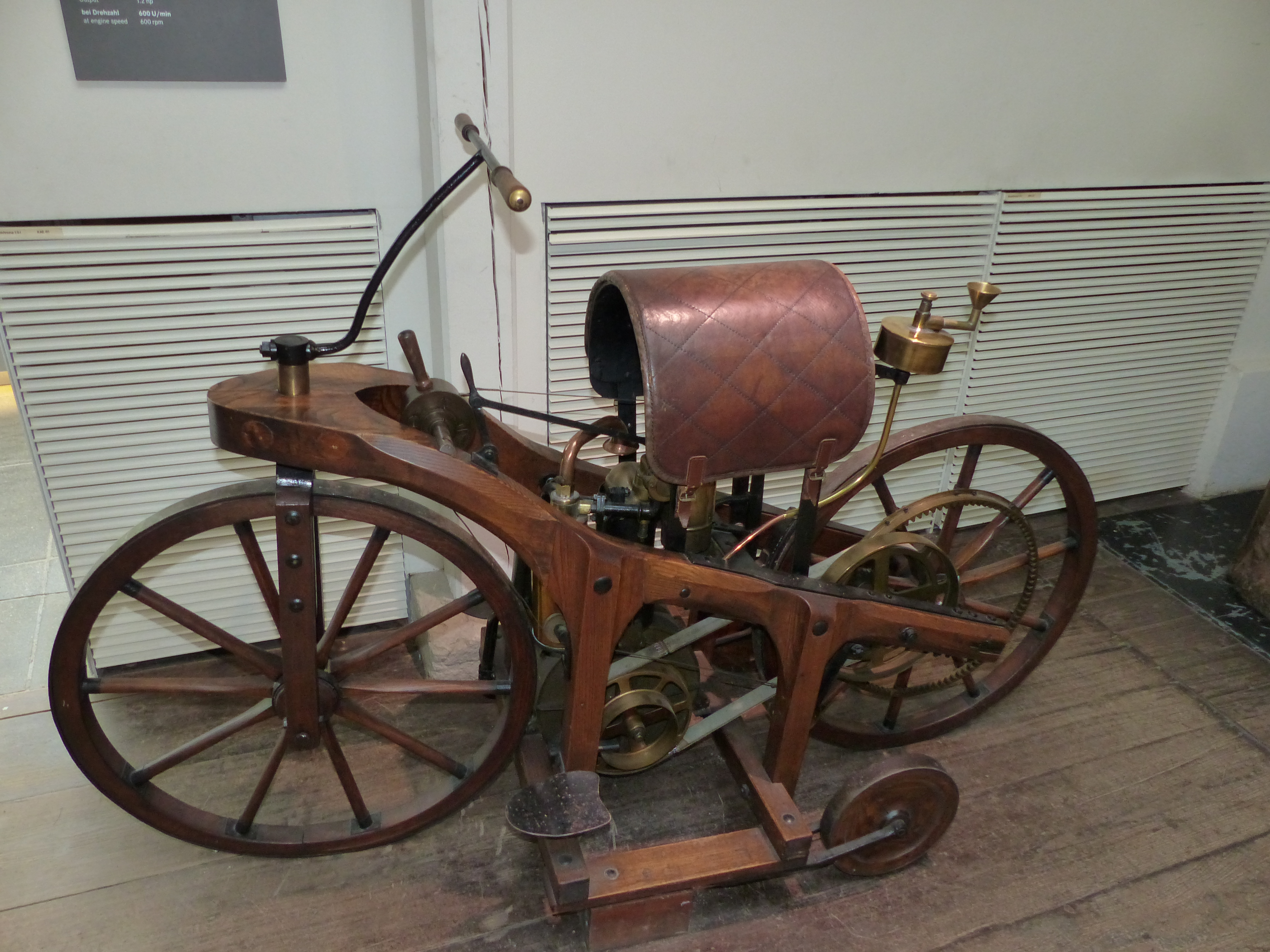
Moto Daimler Reitwagen (1885)
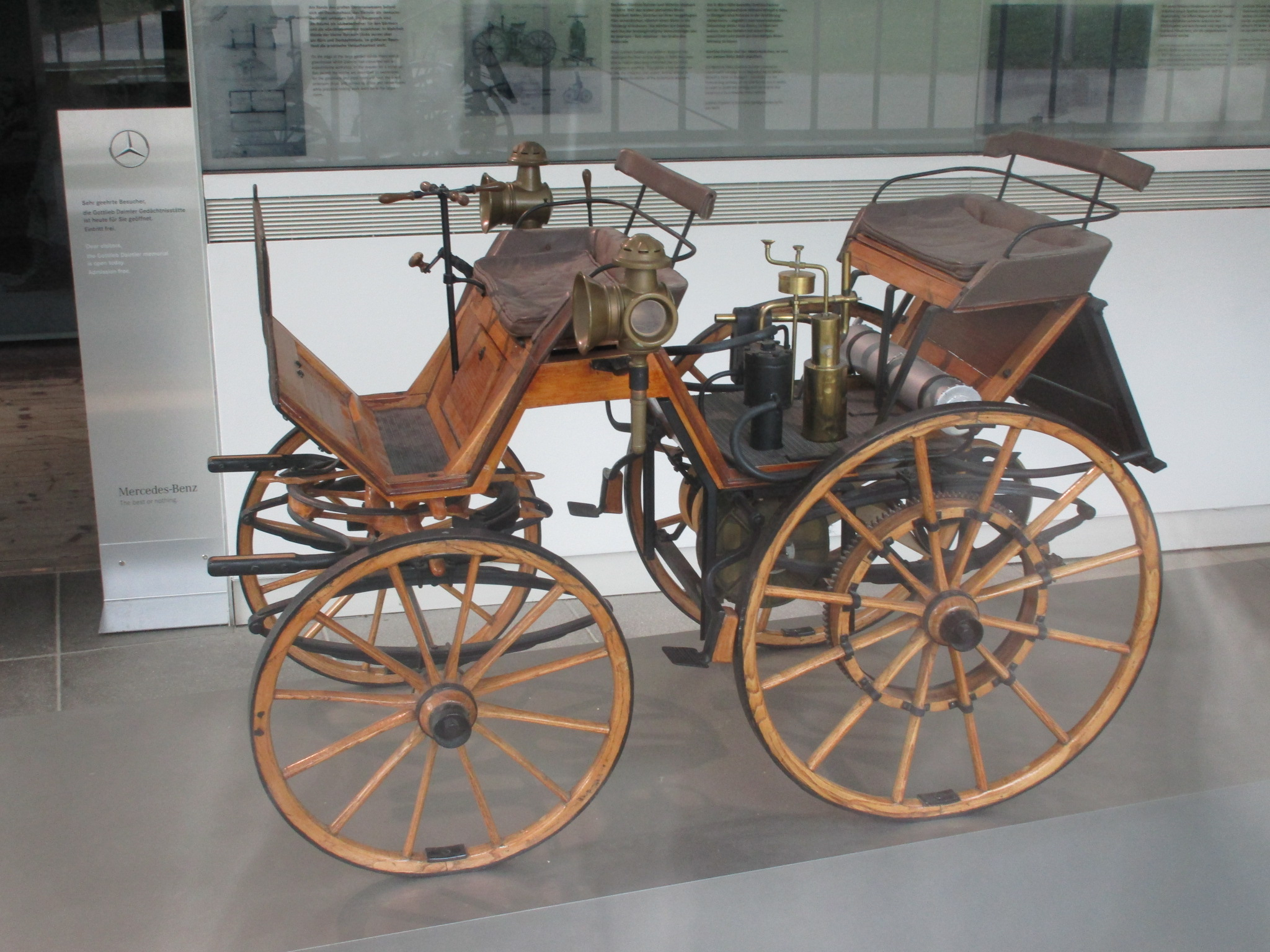
Voiture Daimler Motorkutsche (1886)
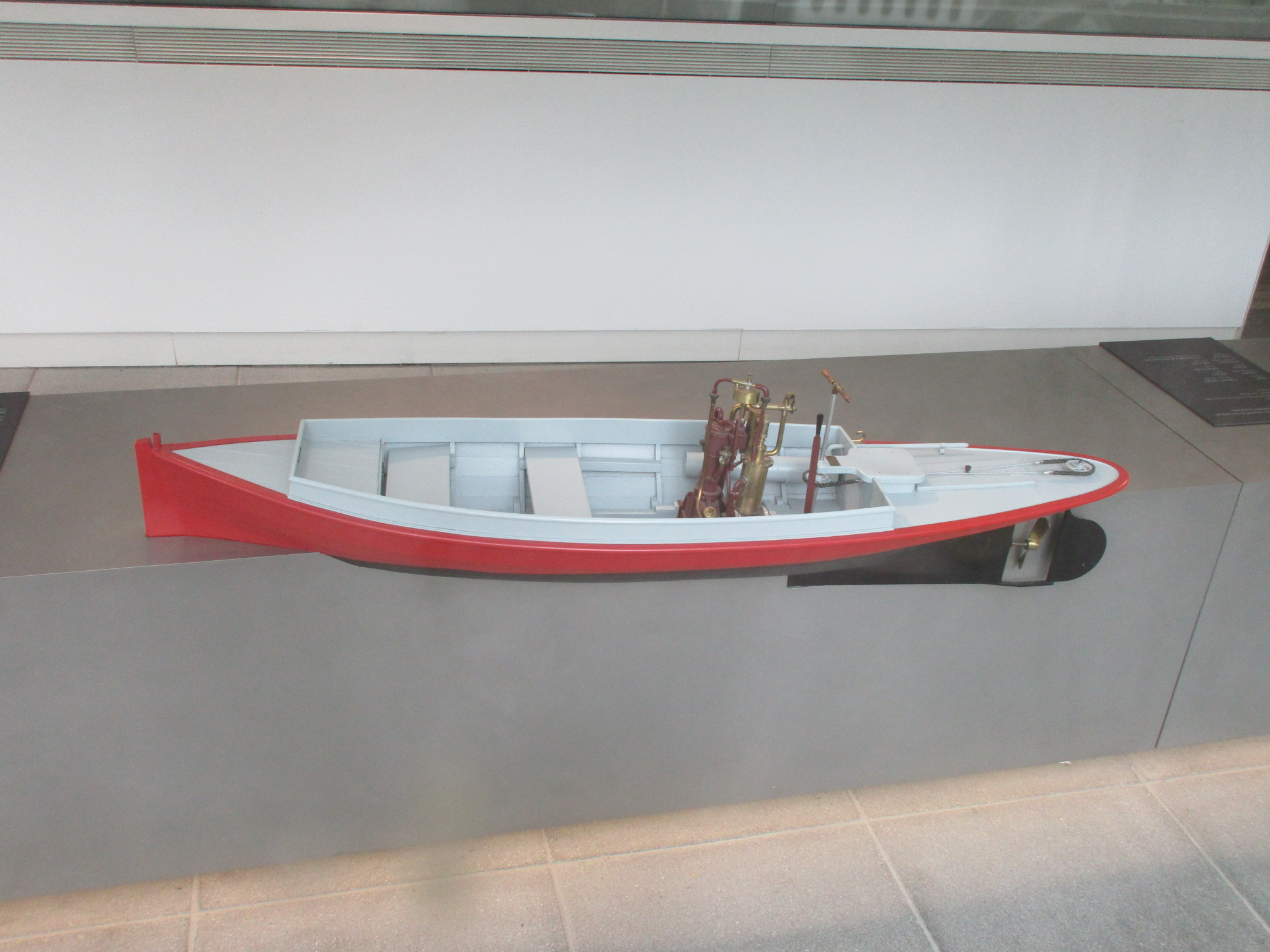
Bateau Daimler boot Neckar (1886)
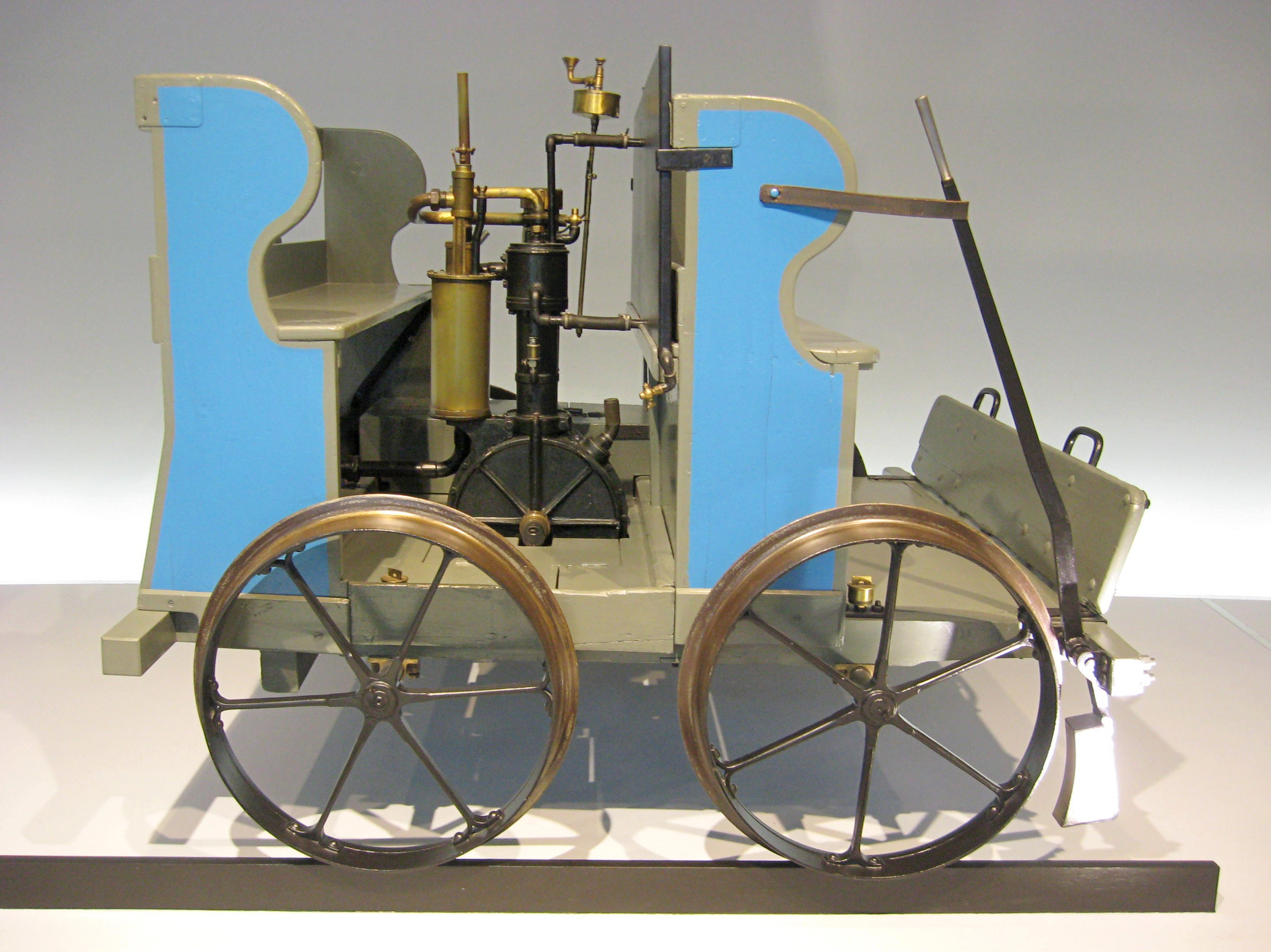
Draisine (1887)
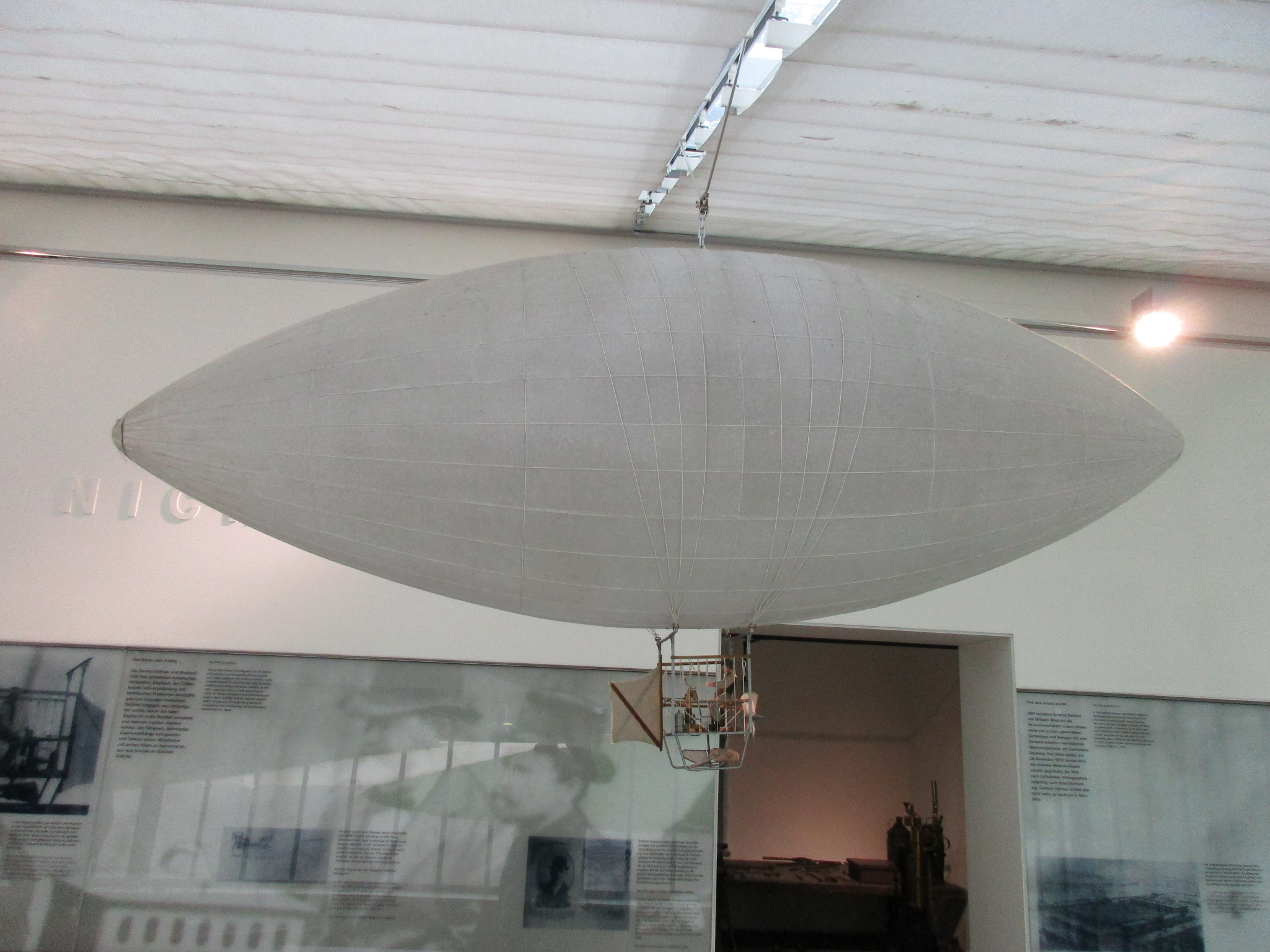
Ballon dirigeable Daimler (1888)

En 1887, Gottlieb Daimler dépose un brevet pour son nouveau moteur Daimler Type P à essence de 2 cylindres en V (premiers moteurs à essence de l'histoire, dérivé du précédent) avec lequel il motorise en 1889 le prototype Daimler Stahlradwagen (première voiture à quatre roues à moteur à essence, carburateur à gicleur à essence de l'histoire de l'automobile, après le Tricycle Benz 1 de 1885 à trois roues et à éther de pétrole de Carl Benz) qu'ils présentent sur le stand de Panhard & Levassor de la galerie des « machines et des progrès techniques » de l'Exposition universelle de 1889. Armand Peugeot, qui présente sa première Peugeot Type 1 à chaudière à vapeur de Léon Serpollet, découvre ce moteur révolutionnaire fabriqué sous licence Daimler par Panhard et Levassor à Paris dès la fin de l'exposition, pour motoriser leurs premières Panhard & Levassor Type A. Il s'associe avec eux pour motoriser ses futures Peugeot Type 2, puis Peugeot Type 3... (jusqu'aux Peugeot Type 14 à premier moteur horizontal Peugeot de 1896).

### Daimler-Motoren-Gesellschaft
En 1890, Gottlieb Daimler fonde la société Daimler-Motoren-Gesellschaft (dont il est actionnaire au tiers) et devient constructeur indépendant, avec Wilhelm Maybach au poste d'ingénieur en chef. Ce dernier démissionne l'année suivante en 1891 pour cause de contrat désavantageux suivi de Gottlieb Daimler en 1893 à la suite de désaccords avec ses associés. Il fonde un nouveau laboratoire de recherche et de fabrication indépendant à l'hôtel Herrmann de Stuttgart avec Wilhelm Maybach où ils mettent au point avec succès, un moteur pour automobile à entraînement par courroie doté d'un carburateur à vaporisation.

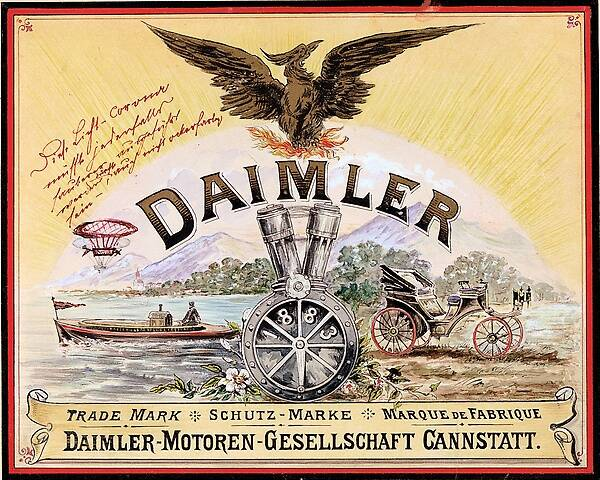
Publicité Daimler 1890
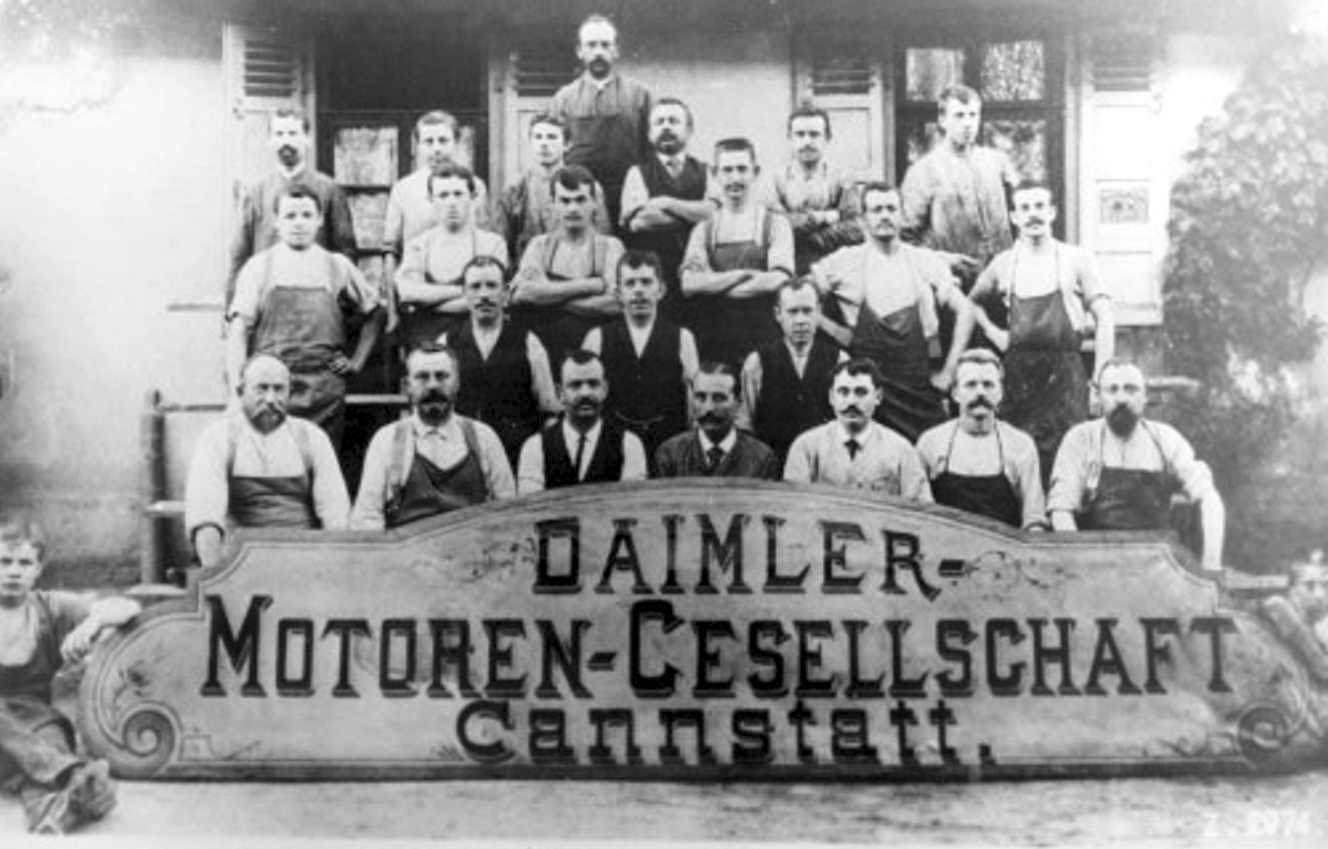
Salariés Daimler-Motoren-Gesellschaft de Bad Cannstatt (1890)
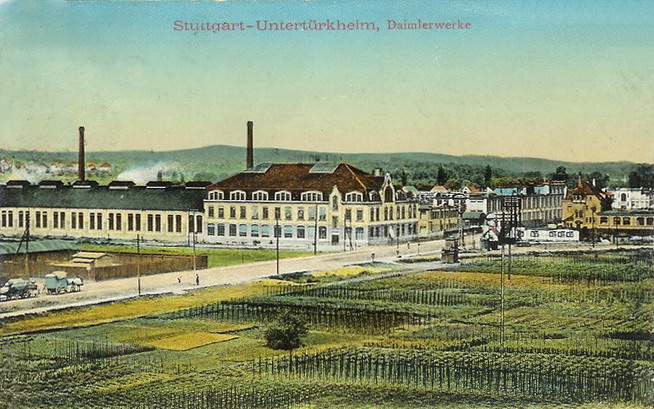
Les usines Daimler-Motoren-Gesellschaft de Stuttgart (1911)
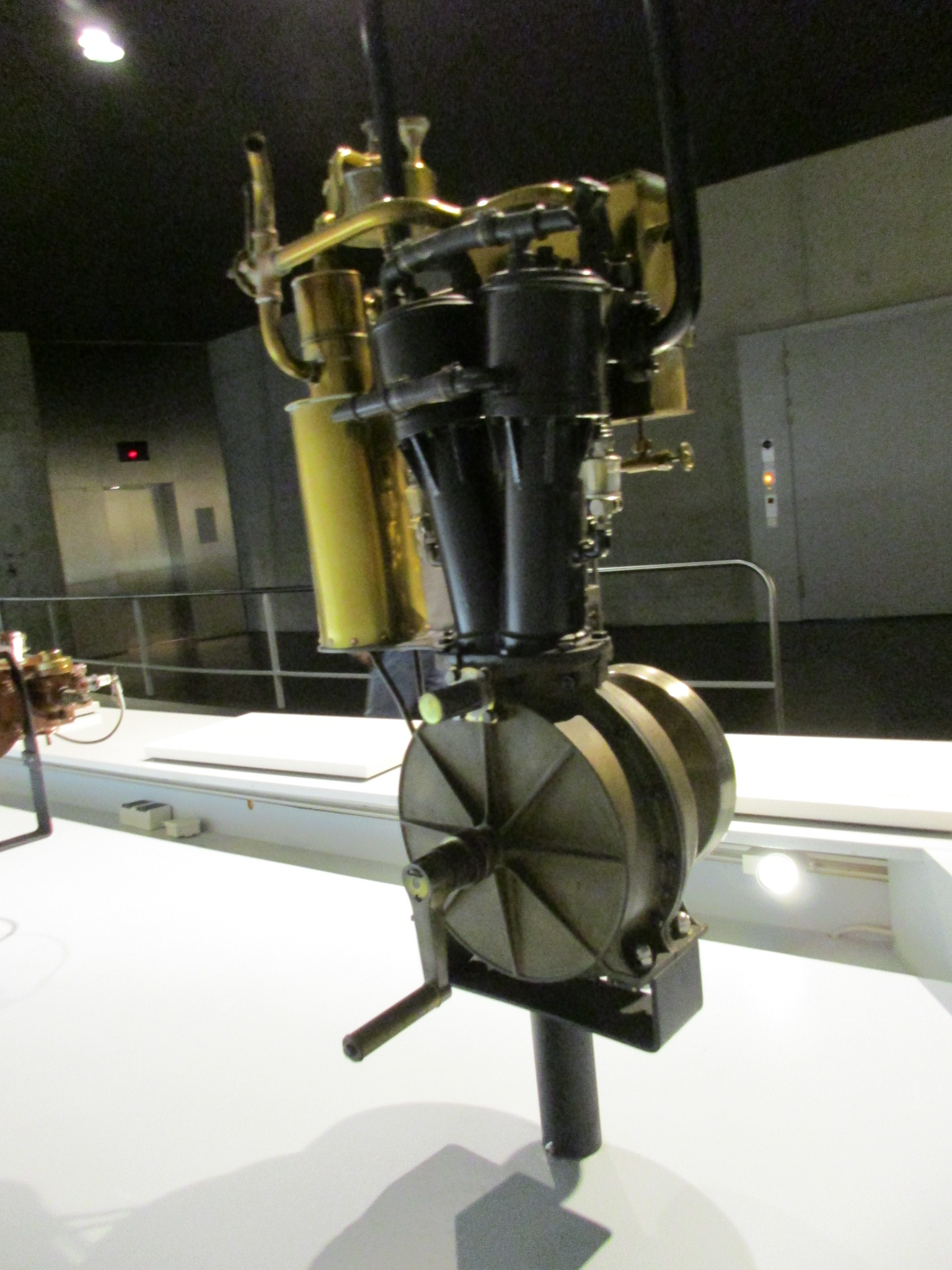
Moteur Daimler Type P V2 (1887)

En 1895, Daimler et Maybach réintègrent Daimler-Motoren-Gesellschaft après un nouvel accord avec leurs associés pour fabriquer leur moteur en série. Ils industrialisent avec succès des voitures hippomobiles à moteur Daimler, dont les Daimler Schroedter-Wagen (1892), Daimler Riemenwagen (1895), Daimler Motor-Lastwagen (1896), Daimler Phoenix (1897)... Ces voitures enthousiasment le richissime consul général de l'empire austro-hongrois et homme d'affaires Emil Jellinek qui ouvre une importante concession Daimler à Nice sur la Côte d'Azur.

Quelques véhicules motorisés à moteur Daimler
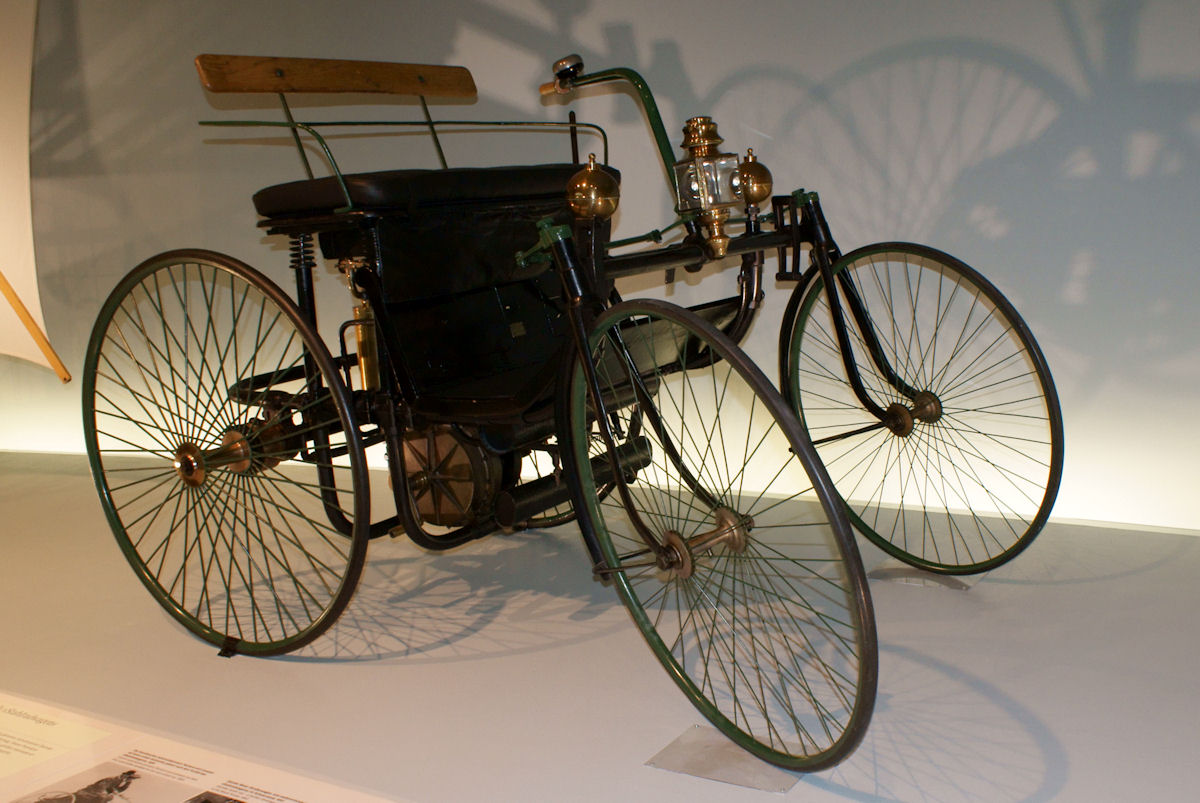
Daimler Stahlradwagen (1889)
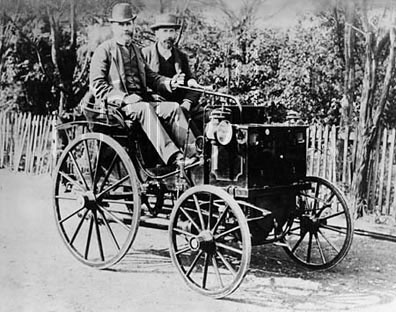
Panhard & Levassor Type A (1890)
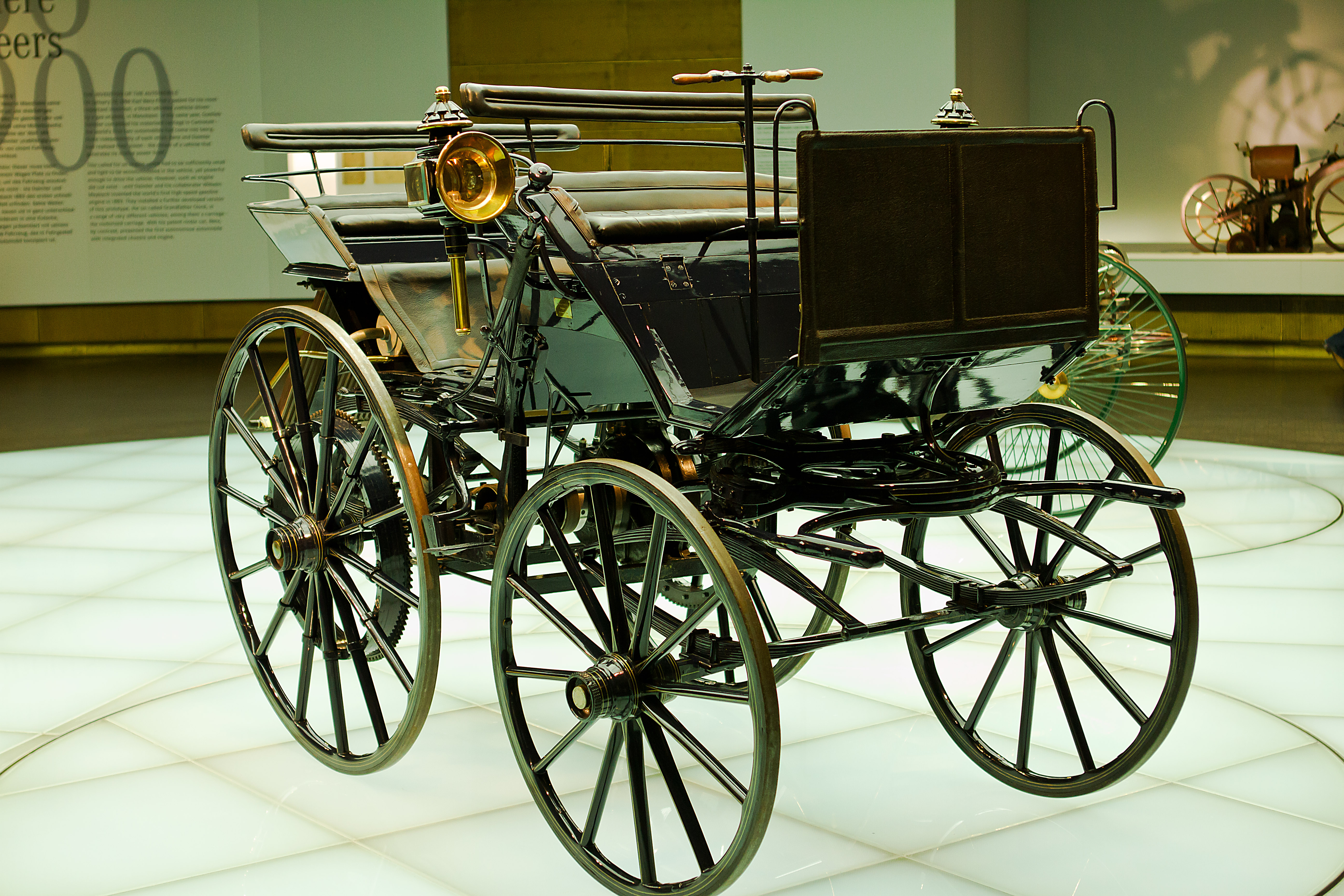
Daimler Schroedter-Wagen (1892)
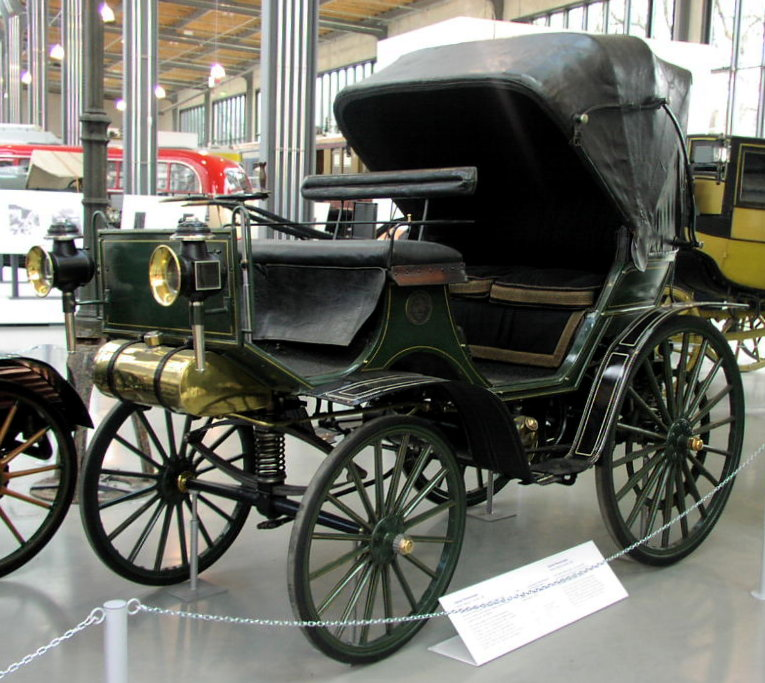
Daimler Riemenwagen (1895)
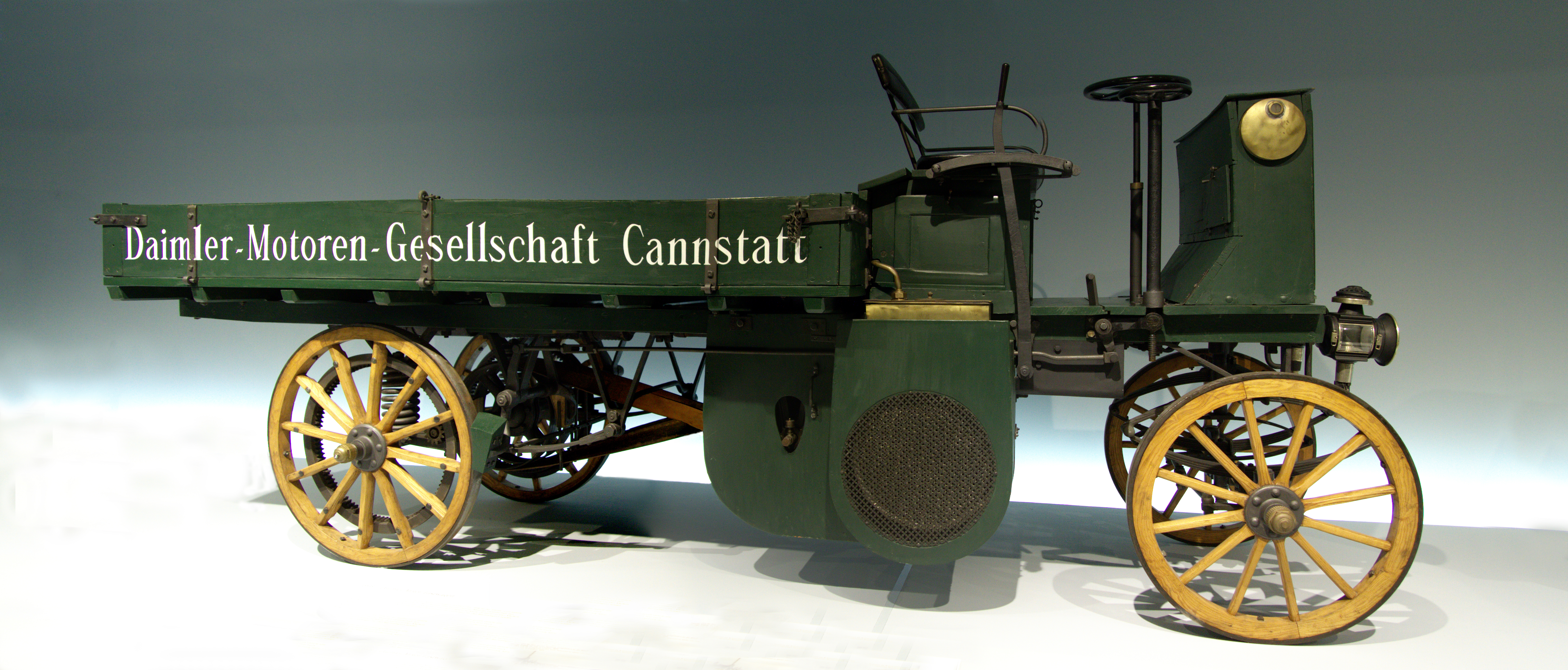
Camion Daimler Motor-Lastwagen (1896)
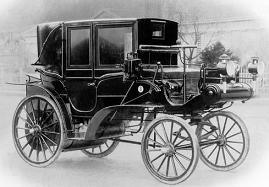
Daimler Riemenwagen Taxi Victoria (1897)
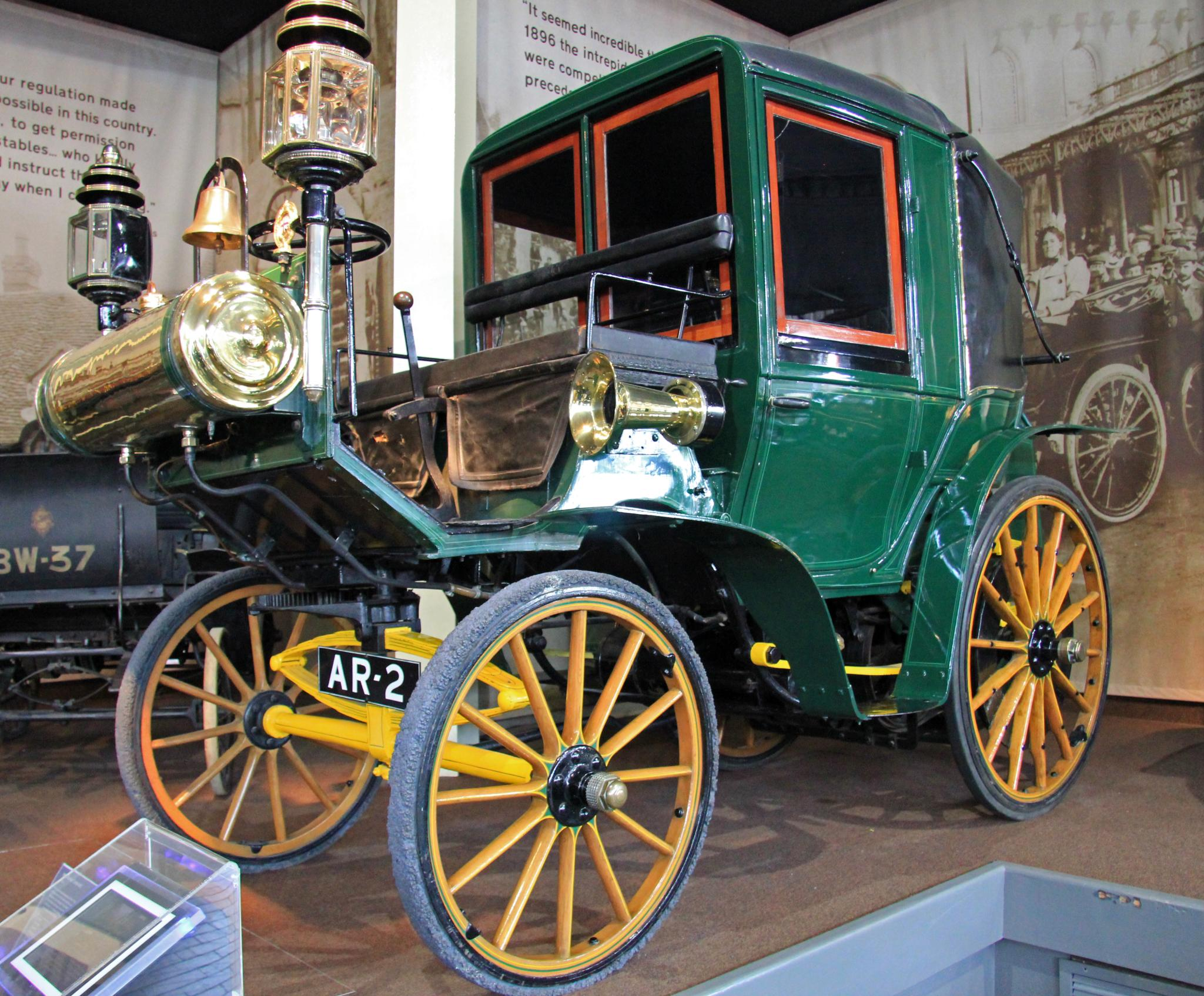
Daimler Cannstatt (1898)
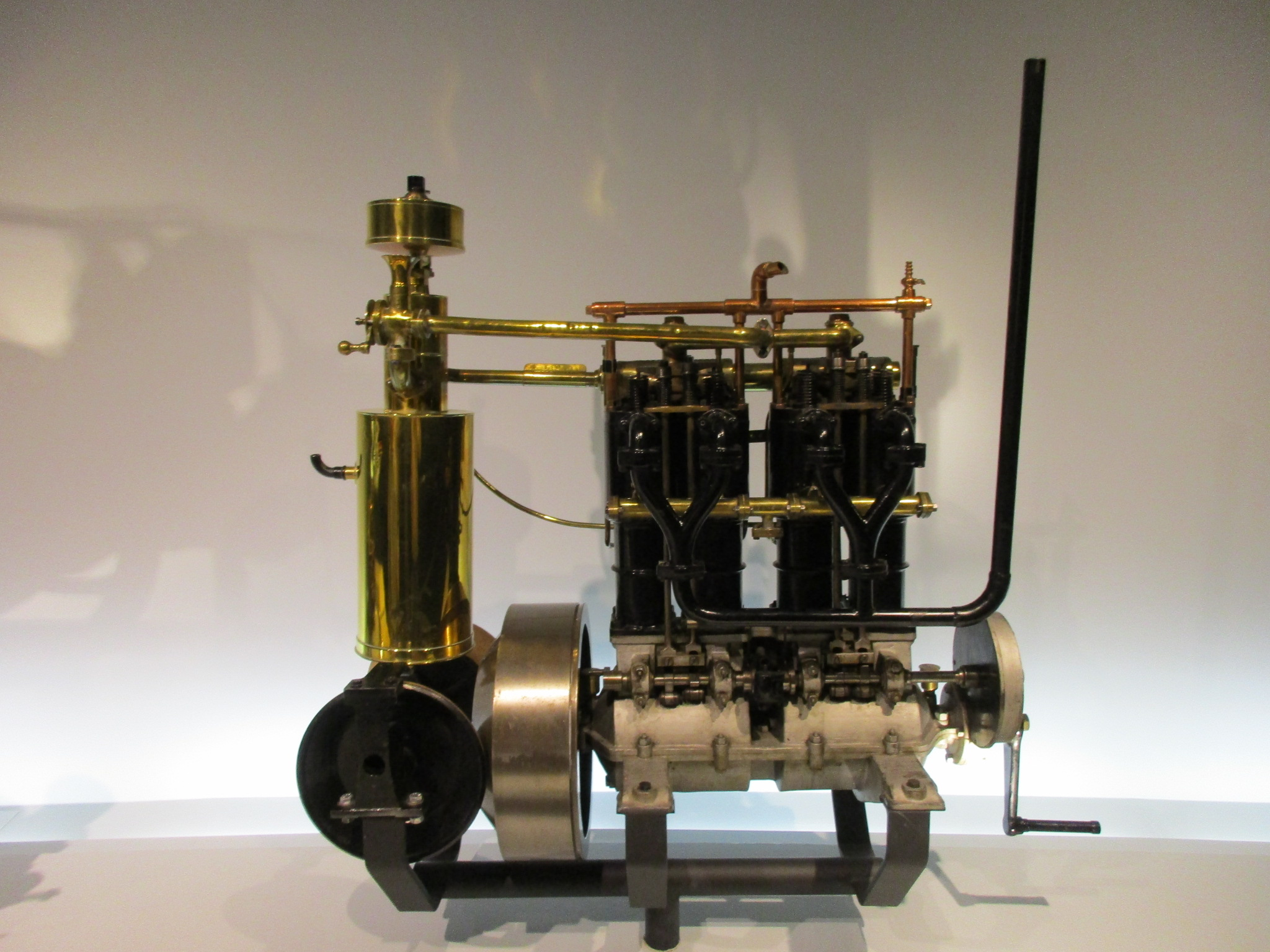
Moteur Daimler Phoenix Type M, 4 cylindres (1894)
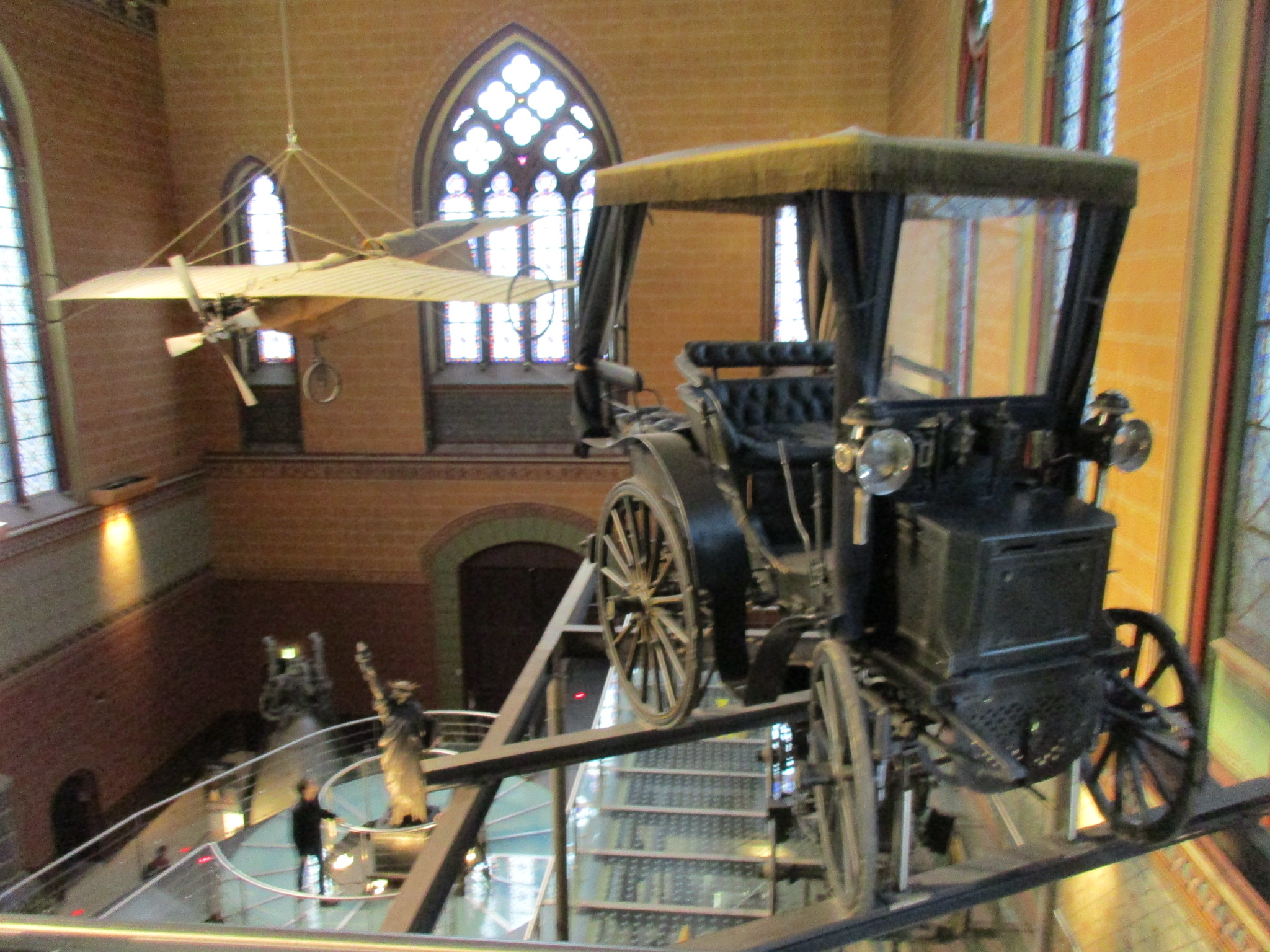
Prototype Panhard & Levassor Type M2E à moteur Phoenix Type M, 4 cylindres (1896)
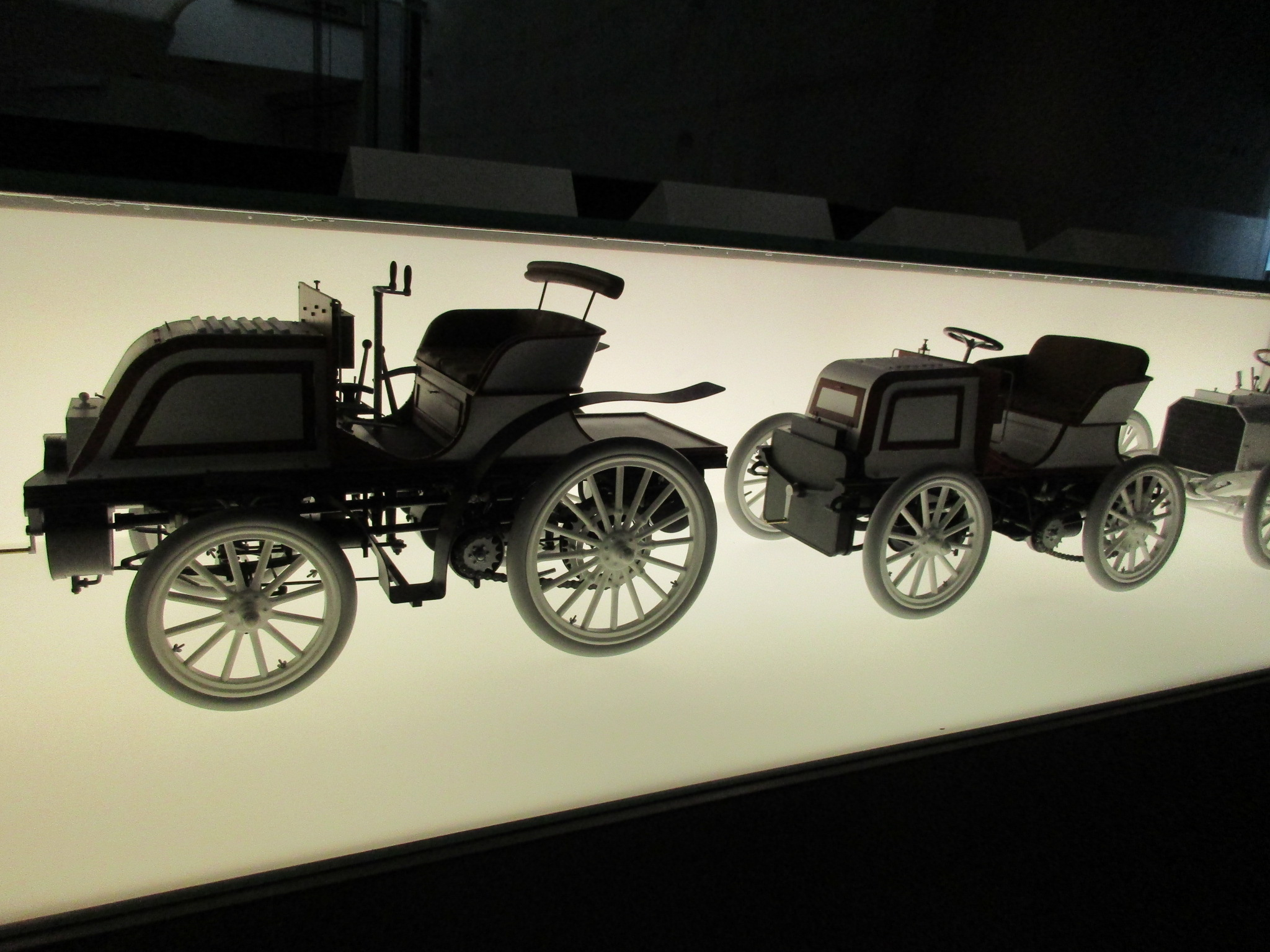
Daimler Phoenix (1897)

En 1895, Gottlieb Daimler conçoit avec Émile Levassor, son moteur Phoenix Type M, deux ou quatre cylindres, de 8 ch, pour motoriser les modèles suivants : prototype Panhard & Levassor Type M2E (1896), puis Panhard & Levassor A1 et A2, et Daimler Phoenix (1897).

### Succession
Gottlieb Daimler disparaît le 6 mars 1900 à Stuttgart, à l’âge de 66 ans (il repose au cimetière Uff de Bad Cannstatt-Stuttgart). Son fils Paul Daimler (1869-1945) lui succède comme PDG de Daimler.

## Daimler-Mercedes-Benz
Emil Jellinek intègre rapidement le conseil d'administration de Daimler et achète les licences commerciales Daimler pour l'Autriche-Hongrie, la France, la Belgique, et les États-Unis, pour commercialiser avec succès les premières Mercedes 35 CV et Mercédès Simplex à partir de 1902, dans ses concessions Mercedes (baptisée du prénom de sa fille Mercédès Jellinek) .

Quelques voitures Daimler-Mercédès
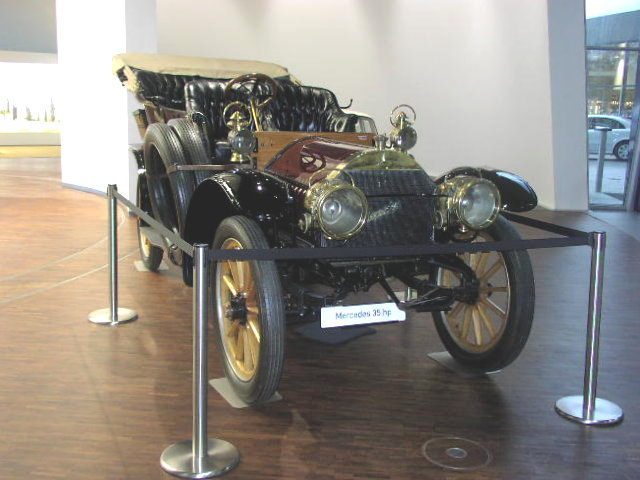
Mercedes 35 CV (1900)
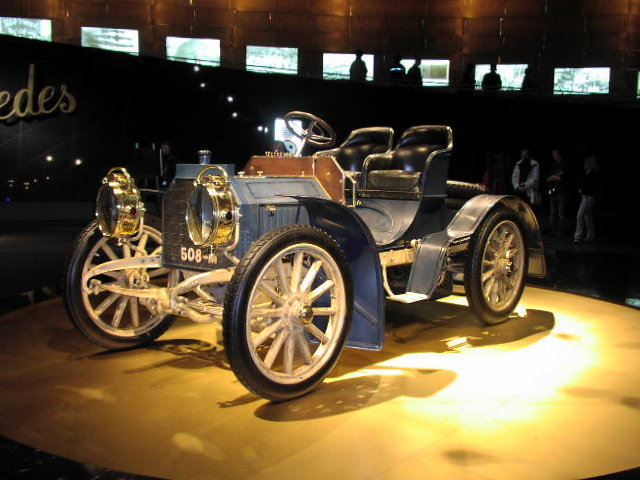
Mercédès Simplex 40 hp (1902)
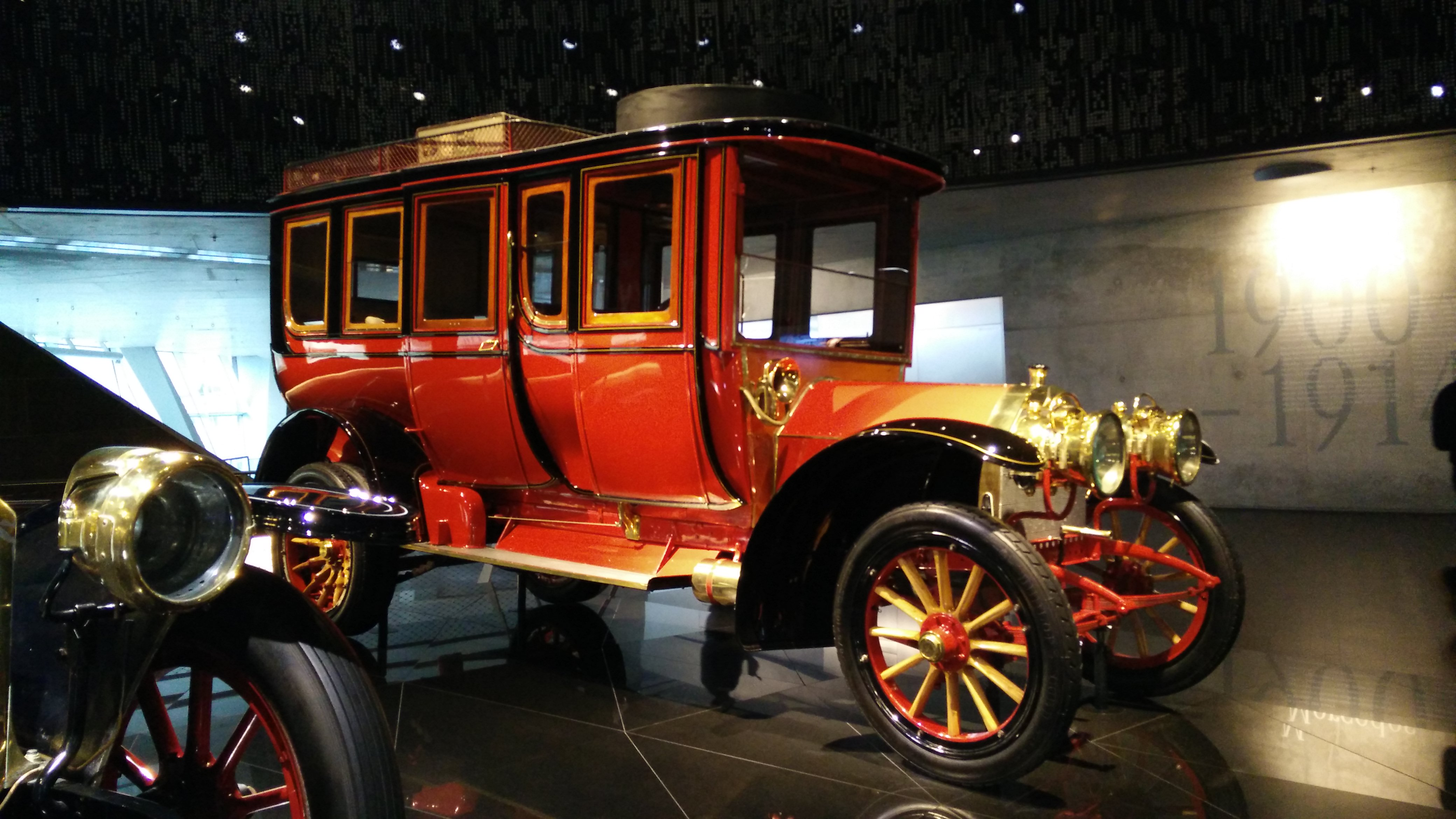
Mercédès Simplex 60 hp (1904)
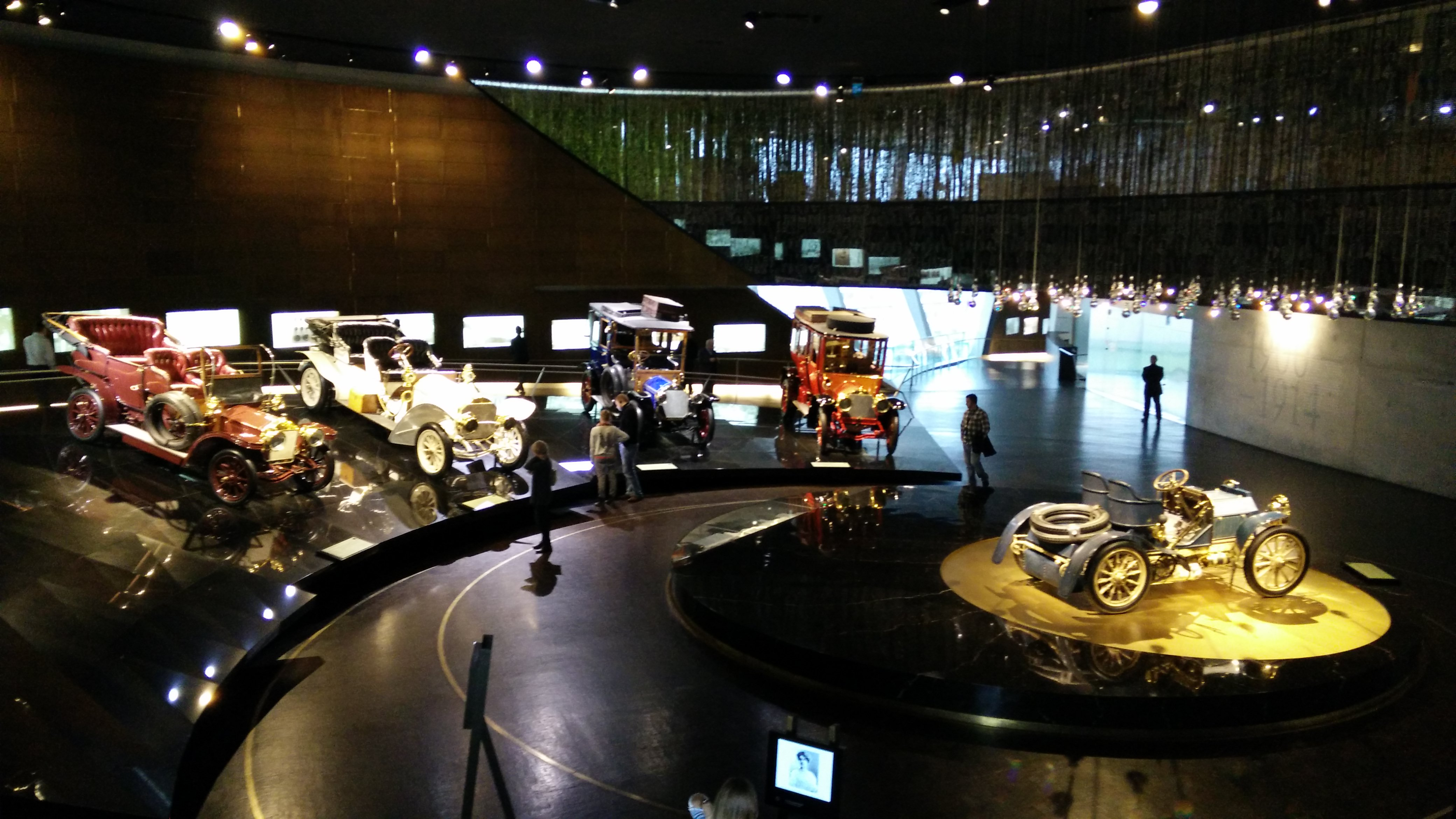
Musée Mercedes-Benz de Stuttgart

En 1907, Wilhelm Maybach démissionne après avoir été relégué de la direction au rang d'« inventeur en chef » et fonde avec succès avec son fils, la marque Maybach (construction de moteurs de ballon dirigeable Zeppelin de Ferdinand von Zeppelin et de voitures de luxe Maybach Zeppelin). La marque Maybach sera rachetée en 1960 par Daimler-Benz à la société Maybach Motorenbau.
En 1909, Emil Jellinek dépose sa célèbre étoile à trois pointes comme marque commerciale de Mercédes, pour représenter les trois voies terre, mer, et air, que Gottlieb Daimler avait choisies pour ses moteurs. L'étoile sera l'emblème de toutes ses voitures à partir de 1911.
L'inventeur Ferdinand Porsche succède en 1923 au poste de PDG de Paul Daimler, et fusionne en 1926 Daimler-Motoren-Gesellschaft avec Benz & Cie de Carl Benz pour fonder Daimler-Benz. Ferdinand Porsche créera plus tard la société  Porsche à Stuttgart en 1931, puis Volkswagen en 1937.

## Vie privée
Gottlieb Daimler épouse Emma Kunz en 1867, avec qui il a cinq enfants (dont son fils héritier Paul Daimler). Veuf en 1889, il épouse Lina Schwend en secondes noces avec qui il a deux enfants.

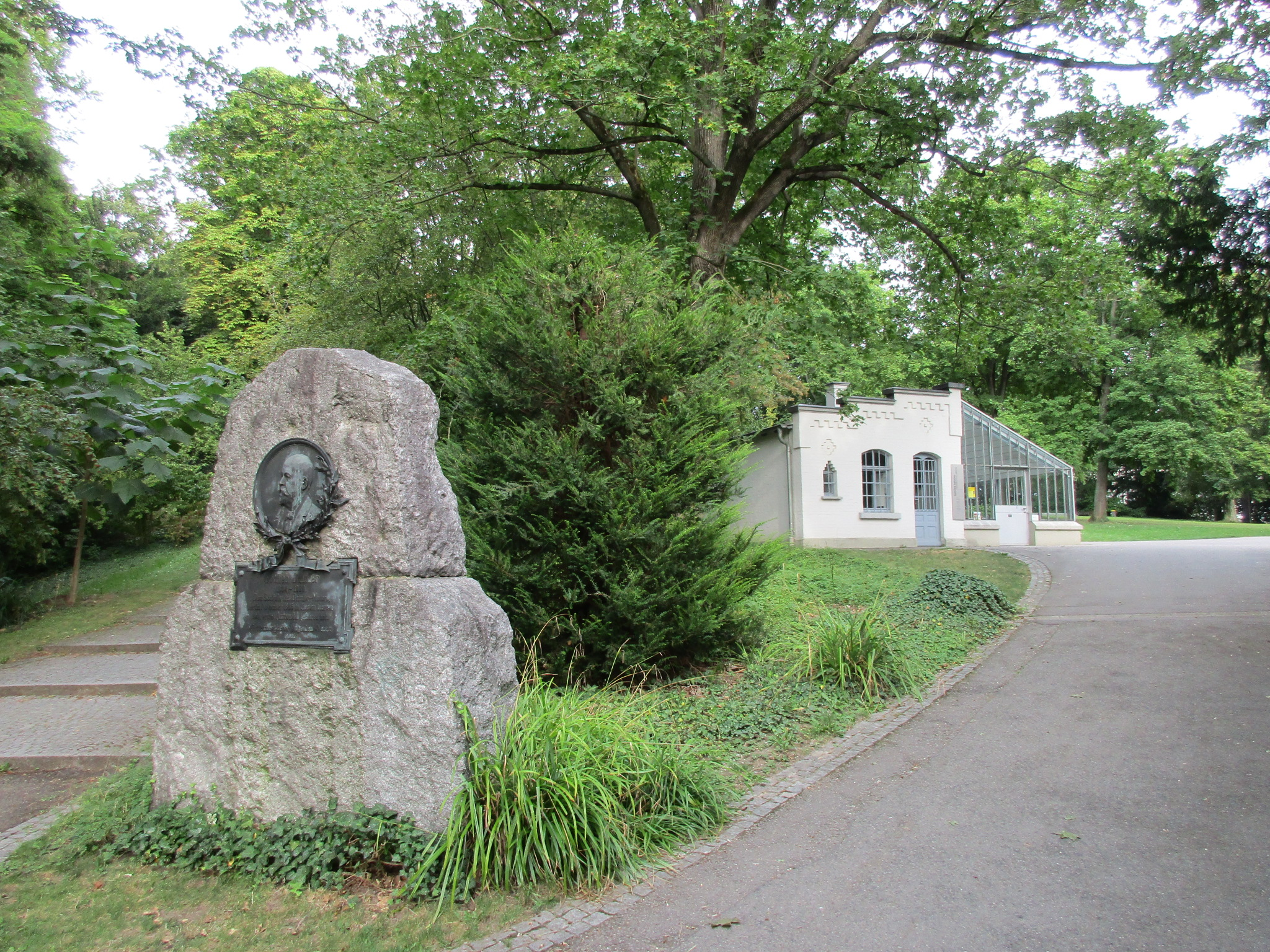
Mémorial Gottlieb Daimler, devant le musée Daimler de Stuttgart

## Musées et distinctions
- Musée Daimler de Stuttgart
- Musée Mercedes-Benz de Stuttgart
- Mémorial Daimler devant sa maison natale de Schorndorf
- Gottlieb-Daimler-Stadion (actuel MHPArena, stade de football de Stuttgart baptisé de son nom)
- National Inventors Hall of Fame (2006)
- Automotive Hall of Fame (1978)